# Unterer und oberer Planet

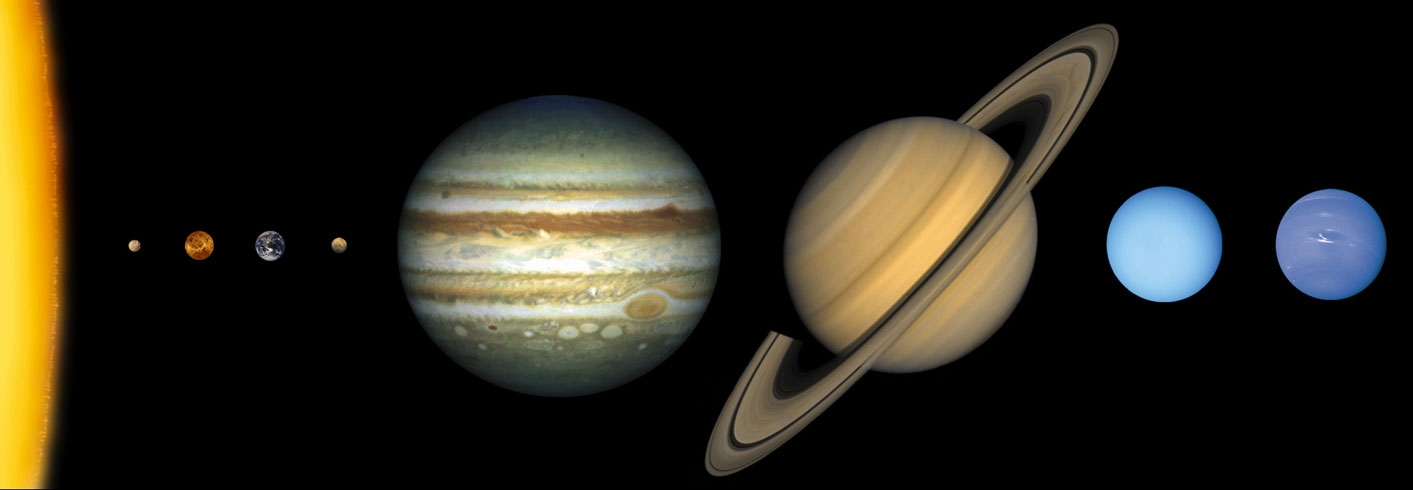
Die Sonne und die Planeten des Sonnensystems. (Die Größenverhältnisse sind in dieser Grafik korrekt, aber die Abstände stark verkürzt.)

Die Einteilung der Planeten des Sonnensystems in untere Planeten und obere Planeten innerhalb der beobachtenden Astronomie bezieht sich auf die unterschiedlichen Beobachtungsbedingungen durch die Größe ihrer Umlaufbahnen relativ zur Erdbahn. Die unteren Planeten umlaufen die Sonne innerhalb der Erdbahn, die oberen außerhalb.

## Überblick
Die unteren Planeten sind:
- Merkur
- Venus

Die oberen Planeten sind:
- Mars
- Jupiter
- Saturn
- Uranus
- Neptun

## Konjunktionen

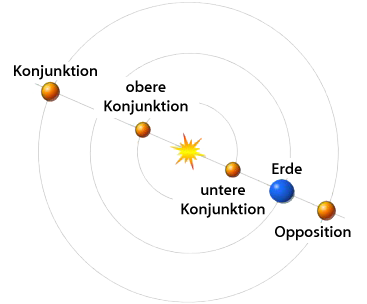
Konjunktionen

Alle unteren Planeten kommen im Abstand ihrer synodischen Periode in untere bzw. obere Konjunktion: Sie stehen dann von der Erde aus gesehen gewissermaßen „vor“ bzw. „hinter“ der Sonne am Taghimmel. In den Monaten vor- und nachher beschreiben sie am Sternhimmel Schleifen um die Sonne. Sie können von der Sonne nie einen größeren Winkelabstand als etwa 28° (Merkur) bzw. 47° (Venus) erreichen.
Für die oberen Planeten gibt es hingegen nur eine Art von Konjunktion („hinter“ der Sonne), gleich einer oberen. An Stelle einer unteren Konjunktion kommen sie in Opposition: Sie stehen dann am Mitternachtshimmel, gegenüber der Sonne. In den Monaten vor- und nachher beschreiben sie am Sternhimmel von der Erde aus gesehen eine langgezogene Schleife, weil sie von der Erde gleichsam auf der Innenbahn „überholt“ werden.

## Innere und äußere Planeten
Demgegenüber bezieht sich die planetologische Unterteilung in innere und äußere Planeten auf ihre Position innerhalb bzw. außerhalb des Asteroidengürtels, nach der sie sich in ihrem chemischen Aufbau deutlich unterscheiden.